# Gare de Val-de-Vesle
La gare de Val-de-Vesle (anciennement gare de Wez - Thuizy) est une gare ferroviaire française de la ligne de Châlons-en-Champagne à Reims-Cérès, située sur le territoire de la commune de Val-de-Vesle, dans le département de la Marne en région Grand Est.
C'est une halte ferroviaire de la Société nationale des chemins de fer français (SNCF) du réseau TER Grand Est, desservie par des trains circulant entre les gares de Reims et Châlons-en-Champagne.

## Situation ferroviaire
Établie à 95 m d'altitude, la gare de Val-de-Vesle est située au point kilométrique (PK) 205,588 de la ligne de Châlons-en-Champagne à Reims-Cérès, entre les gares de Prunay et de Sept-Saulx.

## Fréquentation
Selon les estimations de la SNCF, la fréquentation annuelle de la gare figure dans le tableau ci-dessous.
| Année     | 2015   | 2016   | 2017   | 2018   | 2019   | 2020   | 2021   | 2022   | 2023   | 2024   |
| --------- | ------ | ------ | ------ | ------ | ------ | ------ | ------ | ------ | ------ | ------ |
| Voyageurs | 13 162 | 13 592 | 15 922 | 13 331 | 12 017 | 12 758 | 15 746 | 21 301 | 25 972 | 28 466 |

## Service des voyageurs

### Accueil
Halte SNCF, c'est un point d'arrêt non géré (PANG) à entrée libre.

### Desserte
Val-de-Vesle est desservie par les trains du réseau TER Grand Est (ligne de Reims à Châlons-en-Champagne).